# Lista das imperatrizes bizantinas exiladas ou pretendentes
A imperatriz do Império Bizantino (no exílio) era a consorte de um dos quatro estados sucessores gregos bizantinos que se formaram depois da conquista de Constantinopla pela Quarta Cruzada em 1204 e que reinaram até o fim do império em 1453 com a conquista final pelo Império Otomano. Como acontecia com o Império Bizantino, todos os maridos de monarcas mulheres necessariamente eram também co-monarcas e, por isso, jamais houve um consorte masculino bizantino. Nenhum dos maridos destas consortes foi de fato um "imperador bizantino" historicamente com exceção dos imperadores do Império de Niceia, que reconquistaram Constantinopla em 1261, e os déspotas de Moreia, que eram descendentes diretos de Constantino XI, o último imperador bizantino.
As esposas dos pretendentes a estes estados ao Império Bizantino também foram incluídas nesta lista. Os estados sucessores foram o Império de Niceia, cuja consorte era conhecida como imperatriz consorte de Niceia (em grego: βασίλισσα τῆς Νίκαιας), o Império de Trebizonda, com a imperatriz consorte de Trebizonda (em grego: βασίλισσα τῆς Τραπεζοῦντος), o Despotado do Epiro, que tinha a despina no Epiro (1215–1479), e o Despotado de Moreia, com a despina em Moreia (1308–1460).

## Imperatrizes consortes do Império Bizantino (no exílio)

### Imperatrizes consortes de Niceia
| Dinastia lascárida (1204–1261) |                            |                                                               |            |                        | |                       |                    |                       |
| Imagem                         | Nome                       | Pai                                                           | Nascimento | Casamento              | Início | Fim                   | Morte              | Marido                |
|                                | Ana Comnena Angelina       | Aleixo III Ângelo (Ângelos)                                   | c. 1176    | 1199 ou início de 1200 | 1204 (morte do cunhado) 1205 (marido proclamado imperador)                                                                  | 1212                  | 1212               | Teodoro I Láscaris    |
|                                | Filipa da Armênia          | Ruben III (Rubênidas)                                         | 1183       | 24 de novembro de 1214 | 24 de novembro de 1214 | 1216                  | Antes de 1219      | Teodoro I Láscaris    |
|                                | Maria de Courtenay         | Pedro II de Courtenay (Courtenay)                             | ca. 1204   | 1219                   | 1219 | Novembro de 1221      | Setembro de 1228   | Teodoro I Láscaris    |
|                                | Irene Lascarina            | Teodoro I Láscaris (Lascáridas)                               | ?          | 1212                   | Dezembro de 1221 | 1239                  | 1239               | João III              |
|                                | Ana de Hohenstaufen        | Frederico II do Sacro Império Romano-Germânico (Hohenstaufen) | 1230       | 1244                   | 1244 | 3 de novembro de 1254 | Abril 1307         | João III              |
|                                | Helena Asenina da Bulgária | João Asen II da Bulgária (Asen)                               | ?          | 1235                   | 4 de novembro de 1254 (marido proclamado imperador) 1255 marido coroado imperador 1 de janeiro de 1259 (como co-imperatriz) | 18 de agosto de 1258  | ?                  | Teodoro II Láscaris   |
| Dinastia paleóloga (1259–1261) |                            |                                                               |            |                        | |                       |                    |                       |
|                                | Teodora Ducena Vatatzina   | João Ducas Vatatzes (Ducas)                                   | ca. 1240   | 1253                   | 18 de agosto de 1258 (como única imperatriz consorte) 1 de janeiro de 1259 (como co-imperatriz)                             | 25 de julho de 1261   | 4 de março de 1303 | Miguel VIII Paleólogo |
| Imagem                         | Nome                       | Pai                                                           | Nascimento | Casamento              | Início | Fim                   | Morte              | Marido                |

### Imperatrizes de Trebizonda
As consortes do imperadores de Trebizonda, como suas contrapartes nos demais estados sucessores bizantinos, inicialmente reivindicaram para si o título bizantino tradicional de "imperatriz consorte dos romanos". Porém, depois de um acordo com o Império Bizantino restaurado em 1282, o título oficial das consortes em Trebizonda mudou para "imperatriz consorte de todo o oriente, dos ibéricos e da Perateia" e permaneceu como tal até o fim em 1461. O império em si é, por vezes, chamado de "Império Comneno" ou "Império Megacomneno" por causa da dinastia que o governava. Trebizonda teve três imperatrizes reinantes, Teodora de Trebizonda (r. 1284–1285), Irene Paleóloga (1340–1341) e Ana de Trebizonda (1341–1342).
| Dinastia Mega Comneno (1204–1461) |                                                     |                                                          |            |                                      |                                                                                        |                                      |                                      |                         |
| Imagem                            | Nome                                                | Pai                                                      | Nascimento | Casamento                            | Início                                                                                 | Fim                                  | Morte                                | Marido                  |
|                                   | Teodora Axucina                                     | João Comneno Axuco (?) (Axuco)                           | ?          | ?                                    | por volta de 1204                                                                      | 1 de fevereiro de 1222               | ?                                    | Aleixo I                |
|                                   | Comnena                                             | Aleixo I (Comnenos)                                      | ?          | ca. 1222?                            | 1 de fevereiro de 1222                                                                 | 1235                                 | ?                                    | Andrônico I             |
|                                   | Mãe de Joanício                                     | ?                                                        | ?          | ?                                    | 1235                                                                                   | 1238                                 | ?                                    | João I                  |
|                                   | Ana Xylaloe                                         | ?                                                        | ?          | 1235                                 | 1238                                                                                   | Década de 1240                       | Década de 1240                       | Manuel I                |
|                                   | Rusudan da Geórgia                                  | David VI da Geórgia ou David VII da Geórgia (Bagrationi) | ?          | Década de 1240                       | Década de 1240                                                                         | Década de 1250 ou início da seguinte | Década de 1250 ou início da seguinte | Manuel I                |
|                                   | Irene Siricena                                      | ?                                                        | ?          | Década de 1250 ou início da seguinte | Década de 1250 ou início da seguinte                                                   | Março de 1263                        | ?                                    | Manuel I                |
|                                   | Eudócia Paleóloga                                   | Miguel VIII Paleólogo (Paleólogos)                       | ca. 1265   | 1282                                 | 1282                                                                                   | 16 de agosto de 1297                 | 1302                                 | João II                 |
|                                   | Jiajak Jaqeli                                       | Beka I Jaqeli (Jaqeli)                                   | ?          | ca. 1300                             | ca. 1300                                                                               | 3 de maio de 1330                    | ?                                    | Aleixo II               |
|                                   | Irene Paleóloga                                     | Andrônico III Paleólogo (Paleólogos)                     | ca. 1315   | 1335                                 | 1335                                                                                   | 1339                                 | Depois de 1341                       | Basílio                 |
|                                   | Irene                                               | ?                                                        | ?          | 1339                                 | 1339                                                                                   | 6 de abril de 1340                   | Depois de 1382                       | Basílio                 |
|                                   | Acropolitissa                                       | Constantino Acropolita (Acropolita)                      | ?          | 1297–1341                            | 30 de julho de 1341 (1º reinado - 1 dia) 3 de maio de 1344 (2º reinado)                | 13 de dezembro de 1349               | ?                                    | Miguel                  |
|                                   | Teodora Cantacuzena                                 | Nicéforo Cantacuzeno (Cantacuzenos)                      | ca. 1340   | 28 de setembro de 1351               | 28 de setembro de 1351                                                                 | 20 de março de 1390                  | ?                                    | Aleixo III              |
|                                   | Eudócia da Geórgia                                  | David IX da Geórgia (Bagrationi)                         | ?          | 6 de setembro de 1377                | 20 de março de 1390                                                                    | 2 de maio de 1395                    | 2 de maio de 1395                    | Manuel III              |
|                                   | Ana Filantropena                                    | Manuel Ângelo Filantropeno (Filantropenos)               | ?          | ca. 1395                             | ca. 1395                                                                               | 5 de março de 1417                   | ?                                    | Manuel III              |
|                                   | Teodora Cantacuzena                                 | Teodoro Paleólogo Cantacuzeno (Cantacuzenos)             | ca. 1382   | 1395                                 | 1395 (como co-imperatriz consorte) 5 de março de 1417 (como única imperatriz consorte) | 12 de novembro de 1426               | 12 de novembro de 1426               | Aleixo IV               |
|                                   | Maria Gattilusio (como co-imperatriz de Trebizonda) | Dorino de Lesbos (Gattilusi)                             | ?          | ?                                    | ?                                                                                      | Outubro de 1429                      | ?                                    | Alexandre (coimperador) |
|                                   | Princesa georgiana de nome desconhecido             | Alexandre I da Geórgia (Bagrationi)                      | ca. 1415   | ca. 1426                             | Antes de 28 de outubro de 1429                                                         | 1438                                 | 1438                                 | João IV                 |
|                                   | Donzela turca de nome desconhecida                  | Dawlat Berdi                                             | ?          | ?                                    | ?                                                                                      | Antes de 22 de abril de 1459         | ?                                    | João IV                 |
|                                   | Maria da Gótia (?)                                  | Aleixo de Teodoro (Gabras)                               | ?          | ?                                    | ?                                                                                      | ?                                    | ? (antes de 1447)                    | David                   |
|                                   | Helena Cantacuzena                                  | ? (Cantacuzenos)                                         | ?          | ?                                    | Antes de 22 de abril de 1459                                                           | 15 de agosto de 1461                 | 1463                                 | David                   |
| Imagem                            | Nome                                                | Pai                                                      | Nascimento | Casamento                            | Início                                                                                 | Fim                                  | Morte                                | Marido                  |

### Despinas e consortes do Epiro
| Dinastia Comneno Ducas (1205–1318)            |                                 |                                                          |            |                                                                       |                                                                                                |                        |                        |                      |
| Imagem                                        | Nome                            | Pai                                                      | Nascimento | Casamento                                                             | Início                                                                                         | Fim                    | Morte                  | Marido               |
|                                               | Donzela da família Melisseno    | Um magnata do Epiro (Melissenos)                         | ?          | ?                                                                     | ?                                                                                              | ?                      | ?                      | Miguel I             |
|                                               | Donzela da família Melisseno    | Um magnata do Epiro (Melissenos)                         | ?          | ?                                                                     | ?                                                                                              | ?                      | ?                      | Miguel I             |
|                                               | Maria Petralifena               | ? (Petralifas)                                           | ?          | ca. 1216                                                              | ca. 1216 (como despina e imperatriz bizantina no exílio) 1224 (como imperatriz em Tessalônica) | 1230                   | ?                      | Teodoro              |
|                                               | Teodora Petralifena             | João Petralifa (Petralifas)                              | 1225       | ca. 1231                                                              | ca. 1231                                                                                       | 1268                   | ?                      | Miguel II            |
|                                               | Maria Ducena Lascarina          | Teodoro II Láscaris (Láscaris)                           | ?          | 1256 (como despina vassala do Império de Niceia, não reinou no Epiro) | 1256 (como despina vassala do Império de Niceia, não reinou no Epiro)                          | 1258                   | 1258                   | Nicéforo I           |
|                                               | Ana Cantacuzena                 | ? (Paleólogos ou Cantacuzenos)                           | ?          | 1264                                                                  | 1268                                                                                           | 1297 (?)               | ?                      | Nicéforo I           |
|                                               | Ana Paleóloga                   | Miguel IX Paleólogo (Paleólogos)                         | ?          | 1307 ou 1313                                                          | 1307 ou 1313                                                                                   | 1318                   | 1320 ou 1321           | Tomás I              |
| Dinastia Orsini (1318–1359)                   |                                 |                                                          |            |                                                                       |                                                                                                |                        |                        |                      |
|                                               | Ana Paleóloga                   | Miguel IX Paleólogo (Paleólogos)                         | ?          | 1318 (2ª vez)                                                         | 1318 (2ª vez)                                                                                  | 1320 ou 1321           | 1320 ou 1321           | Nicolau Orsini       |
|                                               | Ana Paleóloga Angelina          | Andrônico Paleólogo Ângelo (Paleólogos ou Comneno Ducas) | ?          | Depois de 1324                                                        | Depois de 1324                                                                                 | 1335                   | ?                      | João II Orsini       |
|                                               | Maria Cantacuzena               | João VI Cantacuzeno (Cantacuzenos)                       | -          | Depois de 1339                                                        | 1347 (como despina dentro do Império Bizantino) 1355 (como despina no Epiro)                   | 1356/1359              | Depois de 1359         | Nicéforo II Orsini   |
| Dinastias Nemânica e Buondelmonti (1359–1411) |                                 |                                                          |            |                                                                       |                                                                                                |                        |                        |                      |
|                                               | Tomás Orsini                    | João II Orsini (Orsini)                                  | ?          | Depois de 1348                                                        | 1359                                                                                           | 1366                   | ?                      | Simeão Uresis        |
|                                               | Maria Angelina Ducena Paleóloga | Simeão Uresis (Nemânica)                                 | ?          | 1359–1360                                                             | 1366                                                                                           | 23 de dezembro de 1384 | 28 de dezembro de 1394 | Tomás II Preljubović |
| Fevereiro de 1385                             | Fevereiro de 1385               | Simeão Uresis (Nemânica)                                 | ?          | 28 de dezembro de 1394                                                | 28 de dezembro de 1394                                                                         | Esaú de Buondelmonti   |                        |                      |
|                                               | Irene Bua Espata                | João Bua Espata                                          | ?          | Janeiro de 1396                                                       | Janeiro de 1396                                                                                | Esaú de Buondelmonti   | ?                      | ?                    |
|                                               | Eudócia Balšić                  | ? (Balšić)                                               | ?          | ?                                                                     | ?                                                                                              | Esaú de Buondelmonti   | 6 de fevereiro de 1411 | Depois de 1411       |
| Dinastia Tocco (1411–1479)                    |                                 |                                                          |            |                                                                       |                                                                                                |                        |                        |                      |
|                                               | Francisca Acciaiuoli            | Nério I Acciaiuoli (Acciaiuoli)                          | ?          | ?                                                                     | 1411 (?)                                                                                       | 1429 (?)               | ?                      | Carlos I Tocco       |
|                                               | Ramondina de Ventimiglia        | ?                                                        | ?          | ?                                                                     | 1429 (?)                                                                                       | 1448 (?)               | ?                      | Carlos II Tocco      |
|                                               | Milica da Sérvia                | Lázaro Branković (Branković)                             | ?          | 1 de maio de 1463                                                     | 1 de maio de 1463                                                                              | 1464                   | 1464                   | Leonardo III Tocco   |
|                                               | Francisca Marzano               | Mariano Marzano (Marzano)                                | ?          | 1477                                                                  | 1477                                                                                           | 1479 (?)               | ?                      | Leonardo III Tocco   |
| Imagem                                        | Nome                            | Pai                                                      | Nascimento | Casamento                                                             | Início                                                                                         | Fim                    | Morte                  | Marido               |

### Despinas e consortes da Moreia
| Dinastia Cantacuzena (1347–1383) |                       |                                          |                       |                                              |                                                                                                   |                      |                      |                          |
|                                  | Maria de Lusinhão     | Constantino II da Armênia (Lusinhão)     | ca. ou depois de 1333 | ca. 1347                                     | 25 de outubro de 1349                                                                             | 10 de abril de 1380  | 1382–1387            | Manuel Cantacuzeno       |
| Dinastia Paleóloga (1383–1460)   |                       |                                          |                       |                                              |                                                                                                   |                      |                      |                          |
|                                  | Bartolomea Acciaiuoli | Nério I Acciaiuoli (Acciaiuoli)          | ?                     | ?                                            | 1383 (?)                                                                                          | 1407 (? )            | ?                    | Teodoro I Paleólogo      |
|                                  | Cleofa Malatesta      | Malatesta I, conde de Pesaro (Malatesta) | ?                     | 21 de janeiro de 1421 ou em 1422             | 21 de janeiro de 1421 ou em 1422                                                                  | 1433                 | 1433                 | Teodoro II Paleólogo     |
|                                  | Teodora Tocco         | Leonardo II Tocco (Tocco)                | ?                     | 1 de julho de 1428                           | ca. 1428 (como despina na Moreia)                                                                 | Novembro de 1429     | Novembro de 1429     | Constantino XI Paleólogo |
|                                  | Caterina Gattilusio   | Dorino de Lesbos (Gattilusio)            | ?                     | 27 de julho de 1441 (como despina na Moreia) | 27 de julho de 1441 (como despina na Moreia)                                                      | Julho/agosto de 1442 | Julho/agosto de 1442 | Constantino XI Paleólogo |
|                                  | Teodora Asanina       | Paulo Asanes (Asanes)                    | ?                     | Antes de 1443                                | Antes de 1443 (como despina na Moreia) 29 de maio de 1453 (como co-imperatriz consorte bizantina) | 1460                 | ?                    | Demétrio Paleólogo       |
|                                  | Catarina Zaccaria     | Centurião II Zaccaria (Zaccaria)         | ca. 1392              | Janeiro de 1430                              | Antes de 1432 (como despina na Moreia) 29 de maio de 1453 (como co-imperatriz consorte bizantina) | 1460                 | 16 de agosto de 1462 | Tomás Paleólogo          |
| Imagem                           | Nome                  | Pai                                      | Nascimento            | Casamento                                    | Início                                                                                            | Fim                  | Morte                | Marido                   |

## Imperatrizes pretendentes do Império Bizantino
O Império Bizantino caiu em 1453 e três pretendentes ao trono surgiram, Demétrio, Tomás e André. O último deles, André, vendeu seus direitos à sucessão para Carlos VIII da França, mas também deixou-os como herança a Fernando II de Aragão e Isabel I de Castela, os chamados "Reis Católicos da Espanha" e, por isso, desde então as rainhas da França e da Espanha tem sido as imperatrizes titulares do Império Bizantino. Outro paleólogo, Manuel, vendeu seus direitos ao sultão otomano Bajazeto II (os sultões otomanos já reivindicavam antes o título de "Kaizer-i Rum", que é equivalente). Porém, como não existe uma "sultana" na tradição otomana, não existem "consortes otomanas". Assim, os sucessores dos Paleólogos são todos católicos e não ortodoxos.
Os dois outros reclamantes, por outro lado, são ortodoxos. O primeiro são as antigas rainhas da Grécia, baseadas no fato de a monarquia grega ter sido criada em 1832 como sucessora direta da monarquia bizantina grega que foi substituída pelos otomanos em 1453. Os reis gregos seriam descendentes das cinco principais dinastias do antigo império. As antigas imperatrizes russas são também fortes pretendentes, principalmente por conta do conceito da "Terceira Roma" e de sua fé ortodoxa diretamente descendente dos bizantinos. Os czares da Rússia não eram sucessores dos Paleólogos, mas a reivindicação procede do casamento de Ivã, o Terrível, com Zoé Paleóloga, mesmo tendo a linhagem paleóloga de Zoé se extinguido com a linhagem principal ruríquida no século XVII.
Nenhuma das rainhas ou imperatrizes citadas jamais reclamou qualquer título bizantino e apenas uma delas, Sofia, rainha da Espanha, é atualmente uma rainha reinante. Há duas pretendentes russas, três francesas e uma grega. Uma delas, Maria Vladimirovna, pode ainda reivindicar ser uma imperatriz reinante, sendo titular ao título junto com o marido.
| Cônjuges de pretendentes bizantinos (1453–1502) |                         |                                  |                         |                         |                                                                                                   |                         |                         |                    |
| | Teodora Asanina         | Paulo Asanes (Asanes)            | ?                       | Antes de 1443           | 29 de maio de 1453 (como co-imperatriz consorte)                                                  | 1460                    | ?                       | Demétrio Paleólogo |
| | Catarina Zaccaria       | Centurião II Zaccaria (Zaccaria) | Por volta de 1392       | Janeiro de 1430         | Antes de 1432 (como despina da Moreia) 29 de maio de 1453 (como co-imperatriz consorte bizantina) | 16 de agosto de 1462    | 16 de agosto de 1462    | Tomás Paleólogo    |
| Uma prostituta romana ? | Uma prostituta romana ? | Uma prostituta romana ?          | Uma prostituta romana ? | Uma prostituta romana ? | Uma prostituta romana ?                                                                           | Uma prostituta romana ? | Uma prostituta romana ? | André Paleólogo    |
| Reivindicações disputadas e não reclamadas As rainhas da França (1494 até hoje) As rainhas da Espanha (1502 até hoje) As princesas, czarissas e imperatrizes da Rússia (1472 até hoje) As rainhas da Grécia (1832 até hoje) |                         |                                  |                         |                         |                                                                                                   |                         |                         |                    |
| Imagem | Nome                    | Pai                              | Nascimento              | Casamento               | Início                                                                                            | Fim                     | Morte                   | Marido             |

### Trebizonda
| Cônjuges de pretendentes trebizondinos (1461–1463) |                    |     |            |           |                      |                       |       |        |
| Imagem                                             | Nome               | Pai | Nascimento | Casamento | Início               | Fim                   | Morte | Marido |
|                                                    | Helena Cantacuzena | ?   | ?          | ?         | 15 de agosto de 1461 | 1 de novembro de 1463 | 1463  | David  |
| Vago?                                              |                    |     |            |           |                      |                       |       |        |
| Imagem                                             | Nome               | Pai | Nascimento | Casamento | Início               | Fim                   | Morte | Marido |

### Epiro
| Cônjuges de pretendentes epirotas (1479–1499) |                   |                           |            |           |        |          |       |                    |
| Imagem                                        | Nome              | Pai                       | Nascimento | Casamento | Início | Fim      | Morte | Marido             |
|                                               | Francisca Marzano | Mariano Marzano (Marzano) | ?          | 1477      | 1479   | 1499 (?) | ?     | Leonardo III Tocco |
| Vago                                          |                   |                           |            |           |        |          |       |                    |
| Imagem                                        | Nome              | Pai                       | Nascimento | Casamento | Início | Fim      | Morte | Marido             |

### Moreia
| Cônjuges de pretendentes da Moreia (1460–1502) |                         |                                  |                         |                         |                                  |                         |                         |                 |
| Imagem | Nome                    | Pai                              | Nascimento              | Casamento               | Início                           | Fim                     | Morte                   | Marido          |
| | Catarina Zaccaria       | Centurião II Zaccaria (Zaccaria) | Por volta de 1392       | Janeiro de 1430         | 1460 (depois da queda da Moreia) | 16 de agosto de 1462    | 16 de agosto de 1462    | Tomás Paleólogo |
| Uma prostituta romana ? | Uma prostituta romana ? | Uma prostituta romana ?          | Uma prostituta romana ? | Uma prostituta romana ? | Uma prostituta romana ?          | Uma prostituta romana ? | Uma prostituta romana ? | André Paleólogo |
| Reivindicações disputadas e não reclamadas As rainhas da França (1494 até hoje) As rainhas da Espanha (1502 até hoje) As princesas, czarissas e imperatrizes da Rússia (1472 até hoje) As rainhas da Grécia (1832 até hoje) |                         |                                  |                         |                         |                                  |                         |                         |                 |
| Imagem | Nome                    | Pai                              | Nascimento              | Casamento               | Início                           | Fim                     | Morte                   | Marido          |